# Tuscanite
La tuscanite è un minerale.